# 柴垣譲
柴垣 譲（しばがき ゆずる）は、日本の実業家。三菱地所リアルエステートサービス代表取締役社長や、不動産流通経営協会副理事長を務めた。

## 人物・経歴
1972年小樽商科大学商学部卒業、三菱地所入社。住宅開発事業本部住宅事業部長を経て、2003年執行役員住宅開発事業本部住宅事業部長に昇格。2008年には常務執行役員として、三菱地所が良品計画との間で、分譲マンション事業で共同企画を展開することを発表した。2009年から三菱地所リアルエステートサービス代表取締役社長を務め、2010年には住宅分譲事業の三菱地所レジデンスへの統合にあたった。不動産流通経営協会副理事長も務めた。